# Obwód Mołodeczno Armii Krajowej
Obwód Mołodeczno – jednostka terytorialna Związku Walki Zbrojnej], potem Armii Krajowej. Wchodziła w skład  Inspektoratu F okręgu wileńskiego AK.
Swoim zasięgiem obejmował powiat mołodeczański i część wilejskiego.

## Skład i obsada personalna obwodu
Komenda:
- komendant – por. Władysław Burak „Gajewski”
- oficer szkoleniowy – por. Adam Walczak „Nietoperz”
- kwatermistrz – Tadeusz Korsak „Tata”
- oficer broni – plut. Ludwik Dulniak

Jednostki terytorialne:
- Ośrodek Mołodeczno AK
  - Placówka Mołodeczno
  - Placówka Gródek
  - Placówka Chożów
  - Placówka Połoczany
- Ośrodek Raków AK
  - Placówka Raków
  - Placówka Dubrawa
  - Placówka Radoszkowice
  - Placówka Jarszewicze
  - Placówka Krasne nad Uszą - pchor. Jerzy Francuzowicz